# راجناث سينغ
راجناث سينغ (مواليد 10 يوليو 1951) هو سياسي هندي شغل منصب وزير الدفاع في الهند. وهو الرئيس السابق لحزب بهاراتيا جاناتا. شغل سابقًا منصب رئيس الوزراء في ولاية أوتار براديش ووزيرًا في حكومة فاجبايي. كان وزير الداخلية في وزارة مودي الأولى. كما شغل منصب رئيس حزب بهاراتيا جاناتا مرتين، أي من 2005 إلى 2009 ومن 2013 إلى 2014. وهو زعيم مخضرم في حزب بهاراتيا جاناتا بدأ حياته المهنية كخدمة RSS سوايامسيفاك. وهو مدافع عن أيديولوجية حزب الهندوتفا.
لقد كان عضوًا في البرلمان، لوك سابها مرتين من لكناو (دائرة لوك سابها) ومرة واحدة من غازي أباد (دائرة لوك سابها). كان نشطًا أيضًا في سي

## النشأة والتعليم
ولد سينغ في قرية بهابورا بمنطقة تشاندولي بولاية أوتار براديش لأب رام بادان سينغ وأمه غوجاراتي ديفي. ولد لعائلة من المزارعين. تلقى تعليمه الابتدائي من مدرسة محلية في قريته واستمر في الحصول على درجة الماجستير في الفيزياء، وحصل على نتائج الدرجة الأولى من جامعة جوراخبور. منذ الطفولة كان مستوحى من أيديولوجية راشتريا سوايامسيفاك سانغ، حيث عمل محاضرًاكلية الدراسات العليا ميرزابور، أوتار براديش.لديه أيضا أخ واحد، جايبال سينغ

## المناصب والمكاتب

### عقدت المكاتب

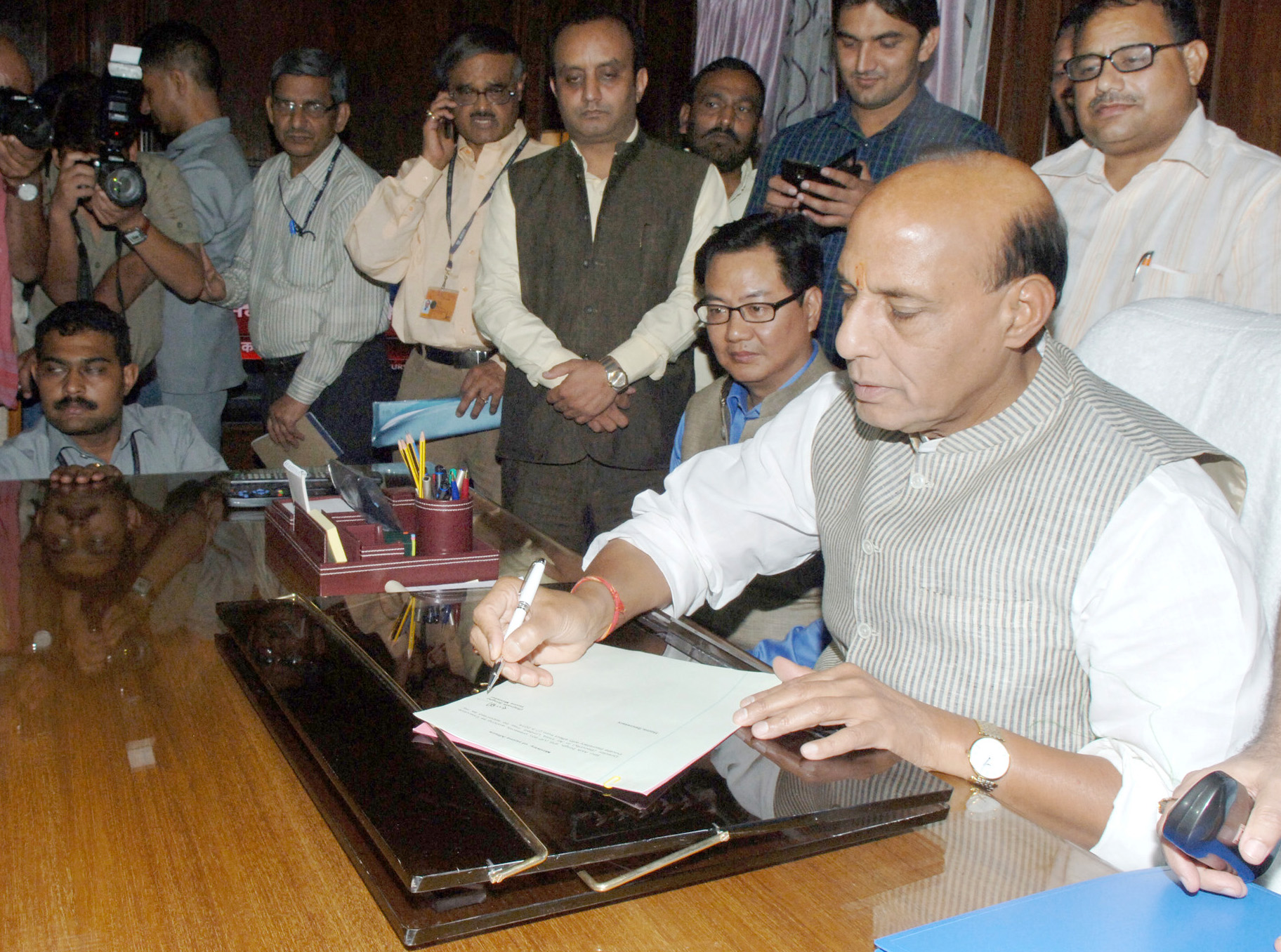
شري راج ناث سينغ يتولى منصب وزير الاتحاد للشؤون الداخلية

1. عضو الجمعية التشريعية، الجمعية التشريعية لأوتار براديش، ميرزابور (دائرة الجمعية) 1977
2. عضو المجلس التشريعي من ولاية اوتار براديش - 1988
3. عضو البرلمان راجيا سابها من ولاية اوتار براديش - 1994
4. عضو مجلس النواب راجيا سابها من ولاية اوتار براديش - 1999
5. عضو الجمعية التشريعية، الجمعية التشريعية لأوتار براديش، هايدرغار (دائرة الجمعية) (انتخابات فرعية) 2000
6. عضو الجمعية التشريعية، الجمعية التشريعية لأوتار براديش، حيدر غار (دائرة الجمعية) 2001
7. عضو مجلس النواب راجيا سابها - 2002
8. عضو مجلس النواب لوك سابها غازي آباد (دائرة لوك سابها) 2009
9. عضو مجلس النواب، لوك سابها ميرزابور (دائرة لوك سابها) 2014

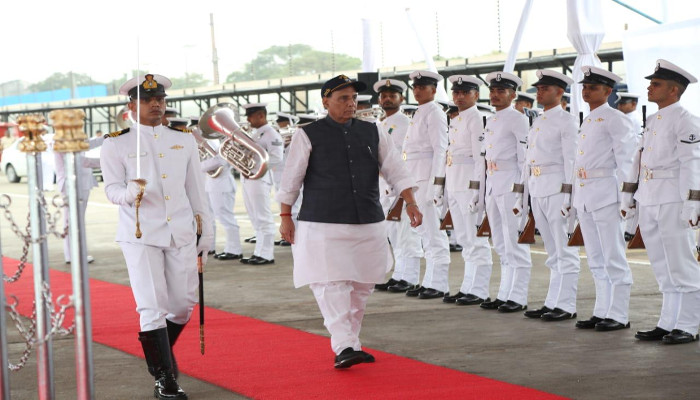
وزير الدفاع راجناث سينغ يكلف INS Khanderi في مومباي.

10. عضو مجلس النواب، لوك سابها لكناو (دائرة لوك سابها) 2019

### المناصب التي شغلها
1. رئيس جناح الشباب بحزب بهاراتيا جاناتا 1984-1986
2. الكاتب العام للدولة (أوتار براديش) جناح الشباب التابع لحزب بهاراتيا جاناتا 1986-1988
3. الرئيس الوطني لجناح الشباب التابع لحزب بهاراتيا جاناتا 1988-1989
4. وزير التربية والتعليم في ولاية أوتار براديش 1991-1992
5. رئيس حزب بهاراتيا جاناتا، أوتار براديش، 1997-1998
6. وزير الاتحاد للنقل. 1999-2000
7. رئيس وزراء ولاية أوتار براديش 2000-2002
8. وزير الزراعة الاتحادي 2003-2004
9. رئيس حزب بهاراتيا جاناتا 2005-2009
10. رئيس حزب بهاراتيا جاناتا 2012-2014
11. وزير داخلية الهند 2014-2019
12. وزير الدفاع الهندي 2019 - شاغل الوظيفة